# Nosso Terceiro Cachorro
Nosso Terceiro Cachorro é um single da dupla sertaneja Chitãozinho & Xororó, lançado em 26 de maio de 2020.

## Gravação
Nos tempos de pandemia do Covid-19, todo mundo teve uma quarentena, e uma variedade de cantores fizeram lives na plataforma YouTube para entreter os fãs. Na live que Chitãozinho & Xororó fizeram, Nosso Terceiro Cachorro, na qual Hudson, da dupla com Edson, é um dos compositores, foi apresentada dias antes do lançamento.
“Nós já estávamos planejando esse projeto, mas com esse novo cenário que o entretenimento, e principalmente a música, tem servido de consolo e alívio, decidimos adiantar o lançamento e levar um pouco de carinho para nossos fãs”, conta Chitãozinho.
“Um cachorro tem em média 12 anos de vida, para um casal estar no seu terceiro cachorro, significa que já tem mais de 30 anos de convivência, achamos que esta música, que fala de um amor tão forte e duradouro, é bem oportuna neste momento em que as famílias estão mais unidas em casa e estamos ressignificando tudo”, complementa Xororó.

## Videoclipe
O videoclipe, que foi gravado durante a live do dia 22 de maio, nos remete ao passado com as imagens em preto e branco e mostra a formação original da música, com todos os compositores participando. Cada músico gravou separado em sua casa ou estúdio, respeitando todas as normas de isolamento social.